# Бояры (Жирмунский сельсовет)
Бояры (бел. Бая́ры) — деревня в Вороновском районе Гродненской области Белоруссии. В составе Жирмунского сельсовета.

## География
В 14 км в направлении до Вороново, 130 км до Гродно.
Рядом трасса М11 (E85), через деревню пролегает дорога Н7363.
Ближайшие населённые пункты Будревичи, Мендриковщина, Коварики и др.

### Гидрография
Недалеко река Буклинка.

## Население

### Численность
- 2009 год — 3 человек

### Динамика
- 2009 год — 3 человек (перепись населения)